# Pont René-Thinat
Le pont René-Thinat est un pont français enjambant la Loire qui relie les villes d'Orléans et de Saint-Jean-le-Blanc dans le département du Loiret et la région Centre-Val de Loire.

## Géographie
Le pont est situé dans le périmètre du Val de Loire classé au patrimoine mondial de l'UNESCO, en aval du pont ferroviaire de Vierzon et en amont du pont George V, dans l'axe de l'avenue Gaston Galloux sur la rive gauche et du boulevard Saint-Euverte sur la rive droite.

## Histoire
Ce pont routier a été construit en 1977 pendant la mandature de René Thinat, maire d'Orléans depuis 1971.
Le pont a été baptisé en son honneur, à la suite de son décès en cours de mandat en 1978.

## Description
Il comprend deux voies de circulation dans chaque sens, ainsi qu'une piste cyclable.
Le projet originel consistait à créer un pont jumeau immédiatement en aval ; seules les culées et la base des piles ont été réalisées.

## Pour approfondir